# Cigondewah Kaler
Cigondewah Kaler is een bestuurslaag in het regentschap Kota Bandung van de provincie West-Java, Indonesië. Cigondewah Kaler telt 21.951 inwoners (volkstelling 2010).